# جونين (كيبوتس)
جونين ((بالعبرية: גּוֹנֵן)) هو كيبوتس في شمال إسرائيل، تقع في أصبع الجليل بالقرب من كريات شمونة، يقع ضمن اختصاص المجلس الجليل الأعلى الإقليمي، في عام 2019 كان عدد سكانه 364 نسمة.

## التاريخ
تأسست جونين في 13 أغسطس 1951 كمستوطنة ناحالية  على أرض قرية الغرابة الفلسطينية، التي تم تهجير سكانها في أعقاب النكبة. تمت مدينة الكيبوتس بعد عام من قبل مجموعة من الكشافة العبرية، فكانت أول مستوطنة ناحالية تتحول إلى سيطرة مدنية.
اشتُق اسم الكيبوتس من سفر الملوك الثاني ويرمز إلى الموقع الاستراتيجي للمستوطنة وقربها من الحدود بين إسرائيل وسوريا قبل حرب 1967، التي تم تأسيسها في اتفاقيات الهدنة عام 1949. خلال الفترة بين عامي 1949و1967، كانت المنطقة المجاورة للقرية موقعًا للمناوشات العديدة مع الجيش السوري. منذ عام 1994 ، دخل الكيبوتس في طور التحول إلى مستوطنة مجتمعية.